# Antiga estació de Bergedorf
L'Antiga estació de Bergedorf o Alter Bergedorfer Bahnhof (1842) era una estació al terminal de la primera línia de ferrocarril d'Hamburg a Bergedorf a Alemanya.

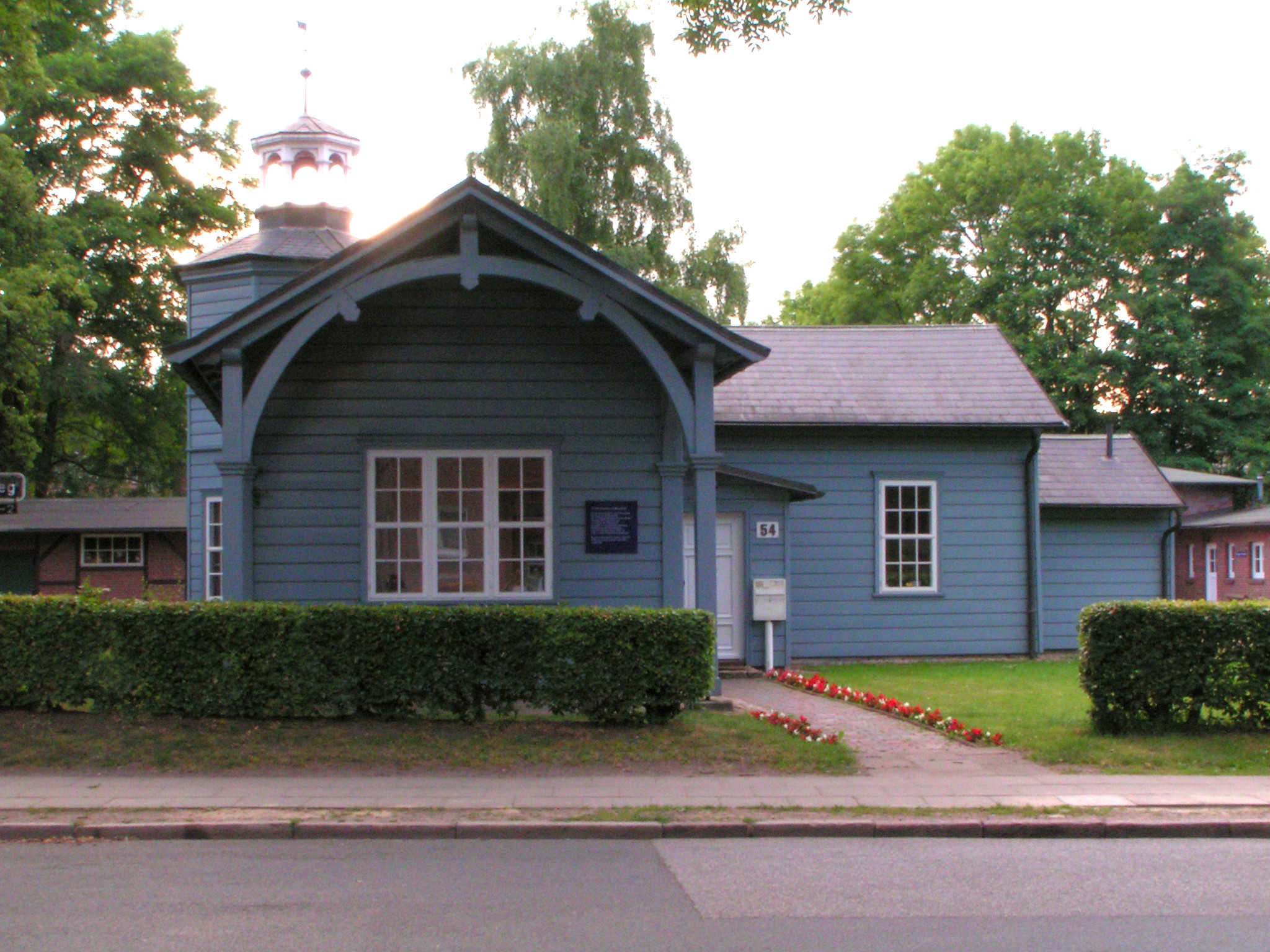
Façana oriental

La línia era una part del pla de desenvolupament urbanístic de la zona metropolitana d'Hamburg, dissenyat sota la direcció de l'enginyer britànic William Lindley. L'arquitecte Alexis de Chateauneuf, hamburguès i fill d'immigrants francesos, va dissenyar-la. Hauria de ser inaugurada amb cerimònia el 7 de maig de 1842, però el gran incendi d'Hamburg va esclatar el 5 de maig (i durar quatre dies fins al 8) i el tren va utilitzar-se per transportar els bombers de Bergedorf i el seu material, al retorn portaven les víctimes sense cases.

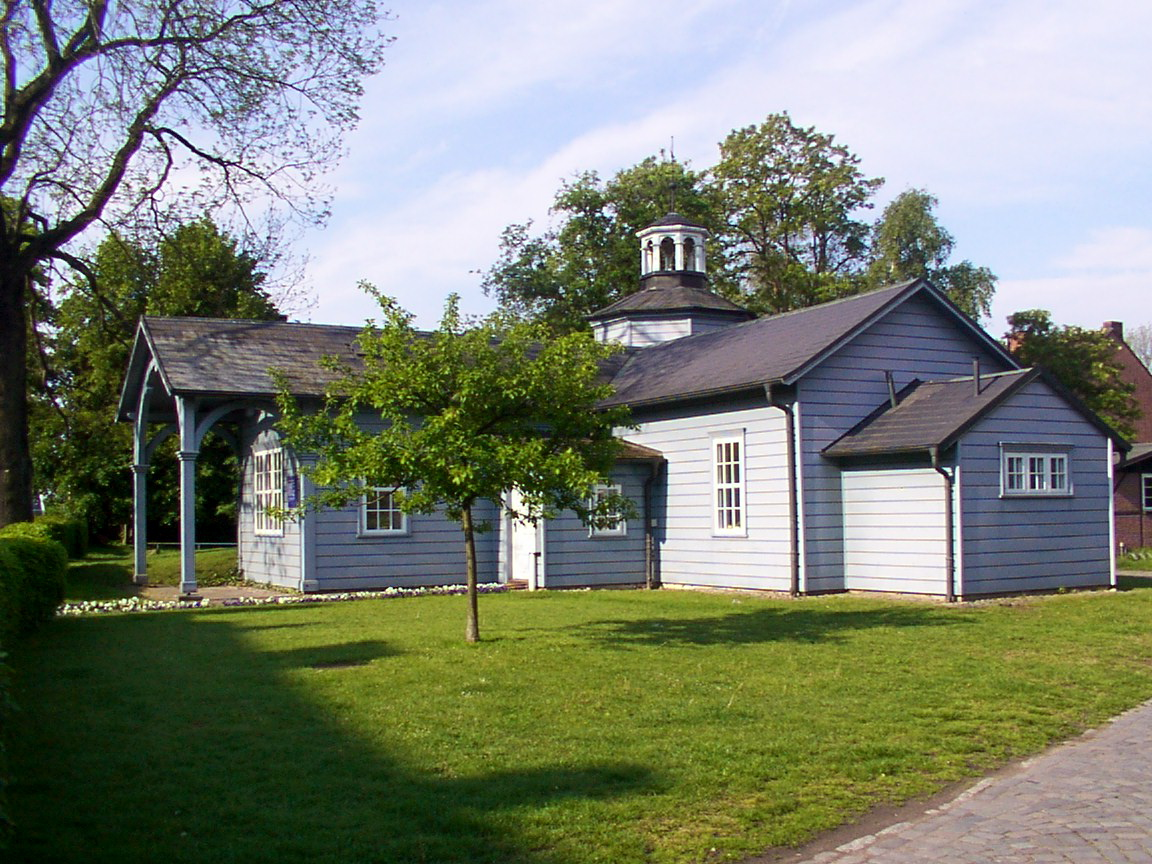
Façana nord

Ja a la fi de 1846 va desafectar-se quan la línia va prolongar-se cap a Berlín. Sota la pressió del rei danès Christià VIII, aleshores sobirà d'Holstein va optar-se per un traçat més al nord que passa per Reinbek i Schwarzenbek tret del pla original per Geesthacht. Per això, s'havia de desplaçar la parada i només quatre anys després de la seva estrena, l'edifici va esdevenir obsolet i substituït per una estació més al nord-oest del centre històric, on encara avui el metro S2 i els trens regionals paren.
L'estació va utilitzar-se com taller de diverses indústries i ser llistat monument històric el 1942. El darrere llogater industrial, un constructor de màquines va deixar l'edifici el 1987. La restauració va començar el 1990 i necessitar tota una sèrie d'artesans-fusters per a reconstruir llargues parts de l'obra segons els plans originals. Després de dos anys de treballs l'edifici restaurat, en utilitzar els oficis artesans d'antany, va ser inaugurat l'11 de maig de 1992, quan es va celebrar el centcinquantenari de l'edifici.
L'antiga estació va esdevenir un lloc de reunió per a les associacions locals, l'antiga porxada de mercaderies el Museu de Bergedorf i el garatge del 1941 acull un petit teatre amateur d'obres en baix alemany. Davant l'edifici i del búnquer de la Segona Guerra Mundial, hi ha un sender nou, paral·lel al riu Brookwetterung.